# Palaeomolobra antiqua
Palaeomolobra antiqua là một loài ruồi trong họ Asilidae. Palaeomolobra antiqua được James miêu tả năm 1939.